# Standardized uptake value
Cet article concerne le SUV en médecine. Pour les autres significations, voir SUV (homonymie).

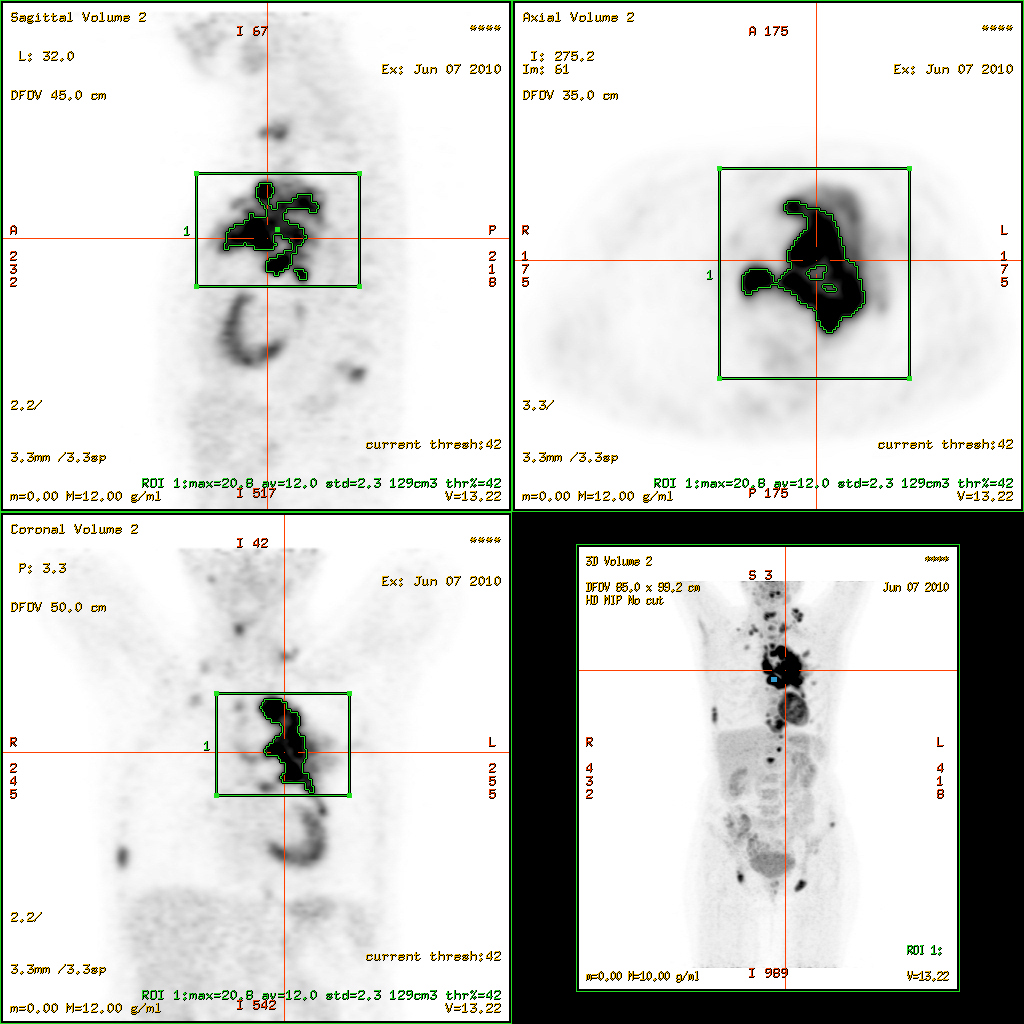
Mesure du SUV d'une tumeur thoracique sur une TEP au FDG.

Le SUV ou standardized uptake value (en français : « valeur de fixation normalisée ») est une métrique utilisée en médecine nucléaire permettant de quantifier l'inhomogénéité d'une distribution d'un radiotraceur dans le corps humain.

## Définition
Le SUV est définie comme le rapport de la fixation d'un radiotraceur dans un tissu par l'activité injectée au patient rapportée à la masse du patient.{\displaystyle SUV={\frac {\text{fixation dans le tissu d'intérêt (kBq/mL)}}{{\text{activité injectée (kBq)}}/{\text{masse du patient (g)}}}}}L'activité injectée doit être corrigée de la décroissance radioactive ayant lieu entre le moment d'injection et le moment où est réalisé l'examen.
Si on considère (par approximation) que la masse volumique du corps humain est identique à celle de l'eau (1 g/mL) alors le SUV est adimensionnel.
Si la valeur du SUV vaut 1, cela signifie que le radiopharmaceutique est réparti de façon homogène dans tout le patient considéré. Tout écart à cette valeur signifie que la répartition du traceur n'est pas uniforme. Le corps humain fixant le glucose de façon très hétérogène, cela permet lors d'un examen de distinguer les différentes structures anatomiques et processus fonctionnels dans les images réalisées. Un SUV élevé peut par exemple indiquer un hypermétabolisme anormal, souvent associé à la présence d'une tumeur.
En pratique, le SUV n'est égal à 1 que lors des contrôles qualité des machines, effectués par les physiciens médicaux sur des volumes liquides homogénéisés.

## Utilisations en médecine nucléaire
Le SUV est souvent utilisé pour caractériser la fixation du Fluorodéoxyglucose (FDG) dans un tissu, un organe ou une lésion en tomographie par émission de positons (TEP). Il intervient au moment de l'analyse des images TEP, réalisées avec une injection préalable de FDG à un patient.
Il peut également être utilisé en TEMP avec du 99mTc comme marqueur.
Malgré son utilité reconnue et son utilisation universelle, le SUV est sujet à des biais importants et la portée de son utilisation est débattue,.